# Правительство Казнёва

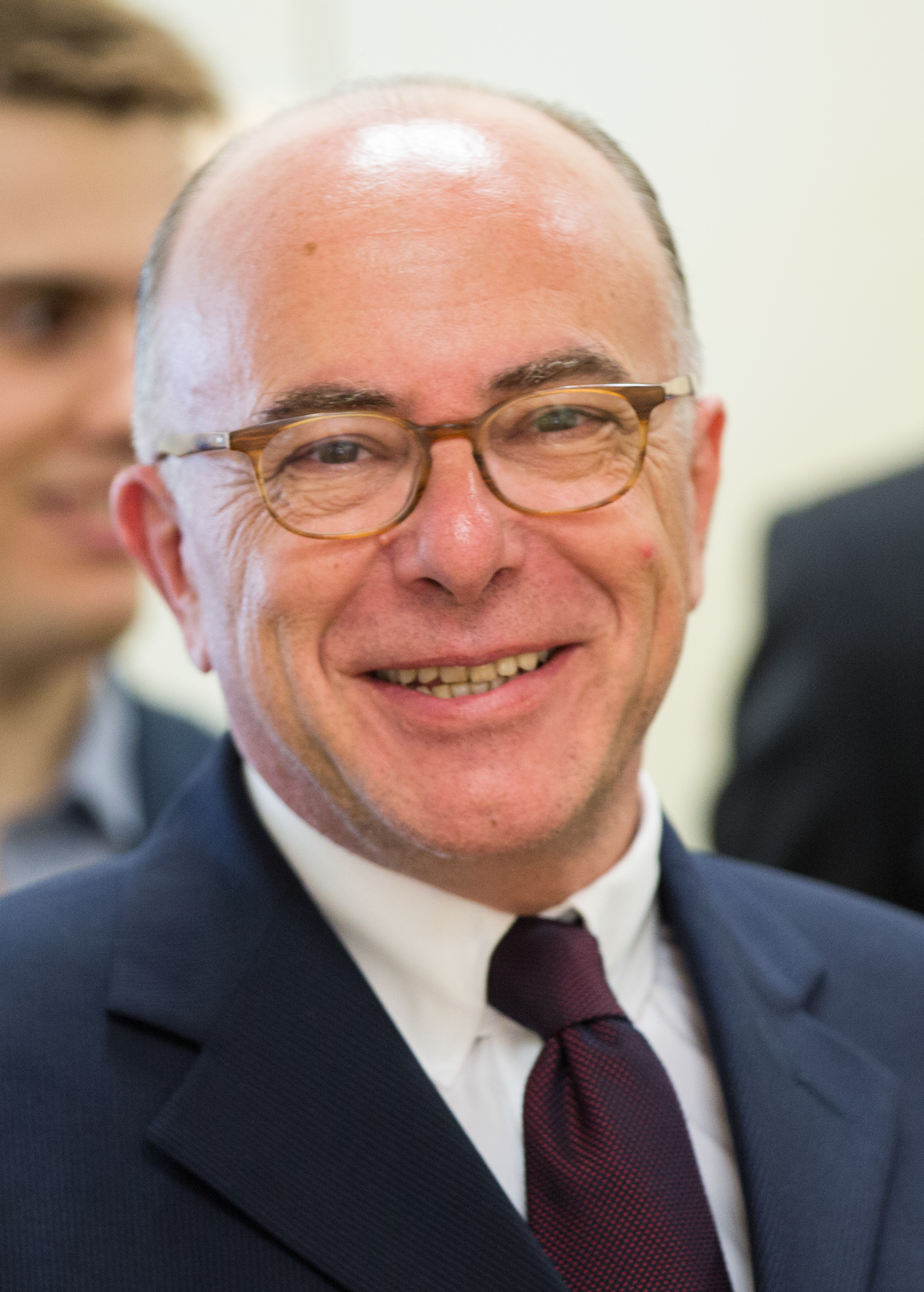
Конференция Бернара Казнева, бывшего премьер-министра Франции, в Политехнической школе

Правительство Казнёва — тридцать девятое правительство Франции периода Пятой республики, сформированное 6 декабря 2016 года под председательством Бернара Казнёва. Пятое правительство за период правления президента Франсуа Олланда.

## Формирование
6 декабря 2016 года правительство сформировано ввиду отставки Мануэля Вальса.

## Изменения в составе
27 февраля 2017 года Аксель Лемэр ушла в отставку с должности госсекретаря цифровой экономики, присоединившись к президентской кампании Бенуа Амона, а её полномочия переданы госсекретарю по вопросам промышленности Кристофу Сирюгу.
21 марта 2017 года министр внутренних дел Брюно Ле Ру ушёл в отставку после начала расследования по факту найма им своих дочерей парламентскими помощницами в период с 2009 по 2016 год, а на его место назначен Маттиас Фекль.
6 апреля 2017 года в ведение госсекретаря по европейским делам Арлема Дезира переданы вопросы внешней торговли и развития туризма, а в ведение госсекретаря по развитию франкофонии Жана-Мари Ле Гуэна — вопросы поддержки французов за рубежом (те и другие находились в ведении Маттиаса Фекля в бытность его госсекретарём).

## Список министров
- Жан-Марк Эро (СП) — министр иностранных дел и международного развития;
- Сеголен Руаяль (СП) — министр экологии, устойчивого развития и энергетики;
- Наджад Валло-Белкасем (СП) — министр национального образования, высшего образования и научных исследований;
- Мишель Сапен (СП) — министр экономики и финансов;
- Марисоль Турен (СП) — министр социальных дел и здравоохранения[фр.];
- Жан-Ив Ле Дриан (СП) — министр обороны;
- Жан-Жак Юрвоас (СП) — министр юстиции;
- Мириам Эль-Хомри (СП) — министр труда, занятости, профессиональной подготовки и социального диалога[фр.];
- Жан-Мишель Байле (РЛП) — министр территориального развития, сельских районов и местных органов власти[фр.];
- Брюно Ле Ру (СП) — министр внутренних дел
  - с 21 марта 2017 года — Маттиас Фекль (СП)
- Стефан Ле Фоль (СП) — министр сельского хозяйства, продовольствия и лесного хозяйства; официальный представитель правительства[фр.];
- Эмманюэль Косс (ЭП) — министр жилищного хозяйства и экологичной среды обитания[фр.];
- Одри Азулай (независимая) — министр культуры и коммуникаций[фр.];
- Лоранс Россиньоль (СП) — министр семей, детства и прав женщин[фр.];
- Анник Жирарден (РЛП) — министр государственной службы[фр.];
- Патрик Канне (СП) — министр по делам градоустройства[фр.], молодёжи и спорта[фр.];
- Эрика Барейт (СП) — министр по делам заморских территорий[фр.].

## Список государственных секретарей
- Государственный секретарь по связям с парламентом[фр.] : Андре Валлини[фр.] (СП)
- Государственный секретарь по государственной реформе и упрощению нормативной базы[фр.]: Жан-Венсан Плас[фр.] (ЭП)
- Государственный секретарь по оказанию помощи жертвам преступлений[фр.]: Жюльетт Мидель[фр.] (СП)
- Государственный секретарь по европейским делам[фр.]: Арлем Дезир (СП) — с 6 апреля 2017 года дополнительно по вопросам внешней торговли и развития туризма.
- Государственный секретарь внешней торговли, развития туризма и по делам французов за рубежом[фр.]: Маттиас Фекль (СП) — до 21 марта 2017
- Государственный секретарь по развитию франкофонии: Жан-Мари Ле Гуэн[фр.] (СП)
- Государственный секретарь транспорта, моря и рыболовства[фр.]: Ален Видали[фр.] (СП)
- Государственный секретарь биоразнообразия: Барбара Помпили (ЭП)
- Государственный секретарь высшего образования и исследований: Тьери Мандон[фр.] (СП)
- Государственный секретарь бюджета и государственных счетов: Кристиан Эккер[фр.] (СП)
- Государственный секретарь торговли, ремёсел, потребления и социальной и солидарной экономики[фр.]: Мартина Пинвиль[фр.] (СП)
- Государственный секретарь цифровой экономики и инноваций[фр.]: Аксель Лемэр[фр.] (СП) (до 27 февраля 2017)
- Государственный секретарь промышленности: Кристоф Сирюг[фр.] (СП)
- Государственный секретарь по делам лиц с ограниченными возможностями и борьбе против исключения их из городской инфраструктуры[фр.]: Сеголен Нёвиль[фр.] (СП)
- Государственный секретарь по делам престарелых[фр.]: Паскаль Буастар (СП)
- Государственный секретарь по делам ветеранов и памяти[фр.]: Жан-Марк Тодескини[фр.] (СП)
- Государственный секретарь профессионального обучения и профориентации[фр.]: Клотильда Вальтер[фр.] (СП)
- Государственный секретарь местного самоуправления: Эстель Грелье (СП)
- Государственный секретарь городов[фр.]: Элен Жоффруа[фр.] (СП)
- Государственный секретарь спорта[фр.]: Тьери Брайлар[фр.] (РЛП)

## Отставка правительства
Вечером 10 мая 2017 года, через несколько часов после того, как Конституционный совет Франции официально назвал Эмманюэля Макрона победителем президентских выборов, Казнёв объявил об отставке своего правительства. Президент Олланд попросил его продолжить исполнение своих обязанностей до назначения нового кабинета.
15 мая 2017 года президент Макрон назначил новым премьер-министром Франции Эдуара Филиппа.
17 мая 2017 года сформировано новое правительство, к которому перешли полномочия кабинета Казнёва.